# Tricorynus tibialis
Tricorynus tibialis är en skalbaggsart som beskrevs av White 1965. Tricorynus tibialis ingår i släktet Tricorynus och familjen trägnagare. Inga underarter finns listade i Catalogue of Life.